# Программа нового тысячелетия
Программа «Новое тысячелетие» (New Millennium Program) проект НАСА, направленным на инженерную проверку новых технологий для применения в космической отрасли. Финансирование программы было исключено из бюджета на 2009 финансовый год 110-м Конгрессом США, что фактически привело к её отмене.
Проекты космических корабли в программе «Новое тысячелетие» первоначально назывались «Глубокий космос» (для миссий, демонстрирующих технологии планетарных миссий) и «Наблюдение за Землей» (для миссий, демонстрирующих технологии на околоземной орбите соответственно). После переориентации программы в 2000 году серия «Глубокий космос» была переименована в «Космические технологии».

## Миссии NMP

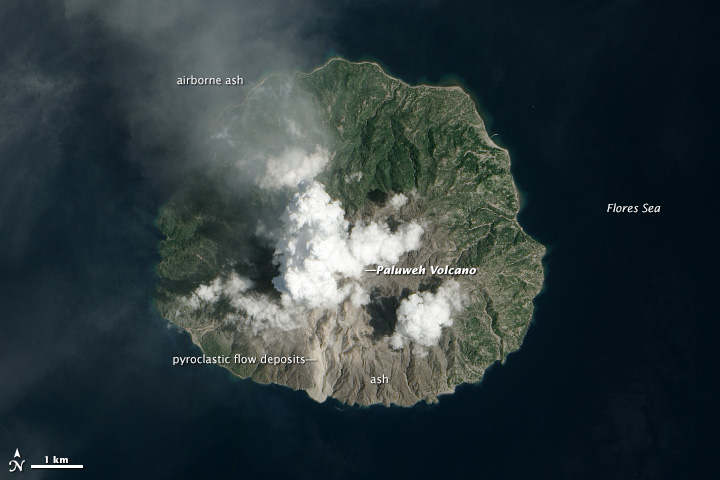
Earth Observing-1 заснял вид вулкана

### Выполненные миссии
- Deep Space 1 — автономный космический корабль, испытывающий солнечную электрическую двигательную установку, автономную работу и т. д.; успешная миссия 1998—2001 гг., включая встречи с кометами и астероидами.
- Deep Space 2 — аппараты, проникающие на поверхность Марса, совершили полет с помощью Mars Polar Lander в 1999 году; (неуспешный)
- Earth Observing 1 (EO-1) — (запущен в 2000 г.)[2]
- Space Technology 5 — кластер из трех спутников, исследующих магнитосферу Земли (запущен в 2006 г.)
- Space Technology 6 — Автономный научный эксперимент (автономность) на борту Earth Observing 1 (см. выше); Инерциальный звездный компас (навигация) (запущен)
- Space Technology 7 — технология уменьшения возмущений для поддержки наблюдений гравитационных волн; (переведено в «Физику космоса»[3]). Запущен на корабле LISA Pathfinder Европейского космического агентства 3 декабря 2015 года.[4]

### Отмененные миссии
- Deep Space 3 / Space Technology 3 (StarLight) — должны были стать космическим звездным интерферометром.
- Deep Space 4 / Space Technology 4 (Шампольон) — запуск был запланирован на 2003 год на орбиту кометы Темпель 1, приземление на комету Темпель 1 и возврат образца в 2010 году (отменено в 1999 году)
- Earth Observing 2 — план использования космического лидара для измерения атмосферных ветров (отменен в 1998 г.)
- Earth Observing 3 (GIFTS) — Спектрометр с преобразованием Фурье для геостационарных изображений, запуск которого первоначально планировался на 2005—2006 годы (отменен)
- Space Technology 8[5] — запуск первоначально планировался на 2009 год, спутник спроектирован, разработан и изготовлен Orbital Sciences Corporation (отменен)[6]
- Космические технологии 9 — предложение НАСА, касающееся точной посадки и предотвращения опасностей для будущих планетарных спускаемых аппаратов.[7]